# Caio Mancha
Caio Danilo Laursen Tuponi, mais conhecido como Caio Mancha ou simplesmente Caio (Presidente Prudente, 22 de setembro de 1992), é um futebolista brasileiro que atua como atacante. Atualmente defende o Noroeste.

## Carreira

### Bandeirante
Caio Mancha começou no futebol em 2010, quando jogou nas categorias de base do Bandeirante de Birigui e, depois, no Campeonato Paulista da Segunda Divisão do mesmo ano. Com bom desempenho, ele acabou sendo emprestado ao time B do Palmeiras.

### Palmeiras
Caio estreou como titular no time profissional do Palmeiras no dia 10 de fevereiro de 2013, no empate por 2x2 com o Mogi Mirim pelo Campeonato Paulista. Caio teve um gol anulado pelo assistente, mas aprovou sua estreia. Marcou seu primeiro gol na derrota do Palmeiras por 6x2 para o Mirassol. Na primeira partida do clube pela Copa Libertadores, Caio deu uma assistência para o gol de Patrick Vieira, ajudando o time a vencer por 2 a 1 o Sporting Cristal-PER. Foi uma das grandes promessas da base palmeirense.

### Portuguesa
Foi emprestado à Lusa por uma temporada. Ganhou destaque ao marcar dois gols contra o Bragantino, sendo um deles de placa, no Campeonato Paulista, garantindo a permanência da Portuguesa na primeira divisão.

### Guarani
Em 2015, Caio foi emprestado ao Guarani para disputar o Campeonato Paulista - Série A2, deixando o clube antes mesmo do fim da competição sem boas atuações.

### Rio Claro
Sem ser aproveitado no Palmeiras e treinando separadamente do restante do time, Caio foi emprestado ao Rio Claro para disputar o Campeonato Paulista de 2016, mas não chegou a disputar partidas pelo clube do interior paulista.

### ABC
Em junho de 2016, foi emprestado pelo Palmeiras até o fim da temporada para o ABC. Diante o River-PI marcou seus primeiros gols com a camisa do ABC na goleada por 4 a 0 em que marcou dois gols em partida válida pela Série C. Com seu vínculo com o Palmeiras encerrado, Mancha assinou em definitivo com o ABC até o fim de 2017. Diante do Potiguar de Mossoró, Caio marcou dois gols, sendo o primeiro um golaço, na goleada por 5 a 1 pelo Campeonato Potiguar.
Em julho de 2017, com um péssimo rendimento durante a Série B, a diretoria do ABC optou por rescindir seu contrato.

### Ferroviária
Ainda em 2017, foi para a Ferroviária, onde fez parte do grupo campeão da Copa Paulista. Seguiu no clube em 2018 e disputou Campeonato Paulista e Série D do campeonato nacional. Também foi vice-campeão da Copa Paulista, marcando oito gols nas partidas do torneio (inclusive em uma das finais).

### Taubaté
Foi contratado pelo Esporte Clube Taubaté no ano de 2019 para disputa do Campeonato Paulista - Série A2. No dia 17 de março de 2019, pela 12ª rodada do Campeonato Paulista da Série A2, ele marcou um hat-trick. Foi no jogo contra o Nacional-SP, o jogo terminou  3 a 1 para o Taubaté.

### Votuporanguense
Em julho de 2019, foi contratado pelo time de Votuporanga para disputar a Copa Paulista. Jogou em apenas quatro partidas.

### XV de Piracicaba
Em 28 de novembro de 2019, o XV de Piracicaba anunciou o acerto com o atacante até o fim da Série A2 do ano seguinte. Estabeleceu uma meta pessoal de 20 gols para a temporada. Deixou o clube após marcar 5 gols em 16 partidas.

### Santa Cruz
Em 5 de outubro de 2020, Caio foi contratado pelo Santa Cruz. Devido a problemas pessoais, pediu para deixar o clube em janeiro de 2021, tendo marcado 2 gols em 7 jogos.

### Pelotas
Caio Mancha teve rápida passagem pelo Pelotas durante a campanha que rebaixou o time no Campeonato Gaúcho de 2021.

### Retorno à Portuguesa
Em 29 de abril de 2021, foi anunciado pela Portuguesa para a sequência das partidas do time na Série A2.

## Títulos
Palmeiras
- Campeonato Brasileiro - Série B: 2013

ABC
- Copa RN: 2017
- Campeonato Potiguar: 2017

Ferroviária
- Copa Paulista: 2017

Portuguesa
- Campeonato Paulista - Série A2: 2022